# Catocala lais
Catocala lais är en fjärilsart som beskrevs av Schultz 1906. Catocala lais ingår i släktet Catocala och familjen nattflyn. Inga underarter finns listade i Catalogue of Life.